# Esporte Clube Internacional de Lages
Maillots
L'Esporte Clube Internacional, ou encore Internacional de Lages ou simplement Inter de Lages, est un club brésilien de football situé dans la ville de Lages dans l'État Santa Catarina.

## Palmarès
- Championnat de l'État de Santa Catarina :
  - Vainqueur : 1965